# Santo Stefano di Camastra
Santo Stefano di Camastra es una localidad italiana de la provincia de Mesina, región de Sicilia, con 4.493 habitantes.

Ubicación de la ciudad de Santo Stefano di Camastra dentro de la provincia de Mesina.

## Evolución demográfica
| Gráfica de evolución demográfica de Santo Stefano di Camastra entre 1861 y 2011 |
|                                                                                 |
| Fuente ISTAT - Elaboración gráfica por parte de Wikipedia                       |